# Куль-де-ламп (архітектура)

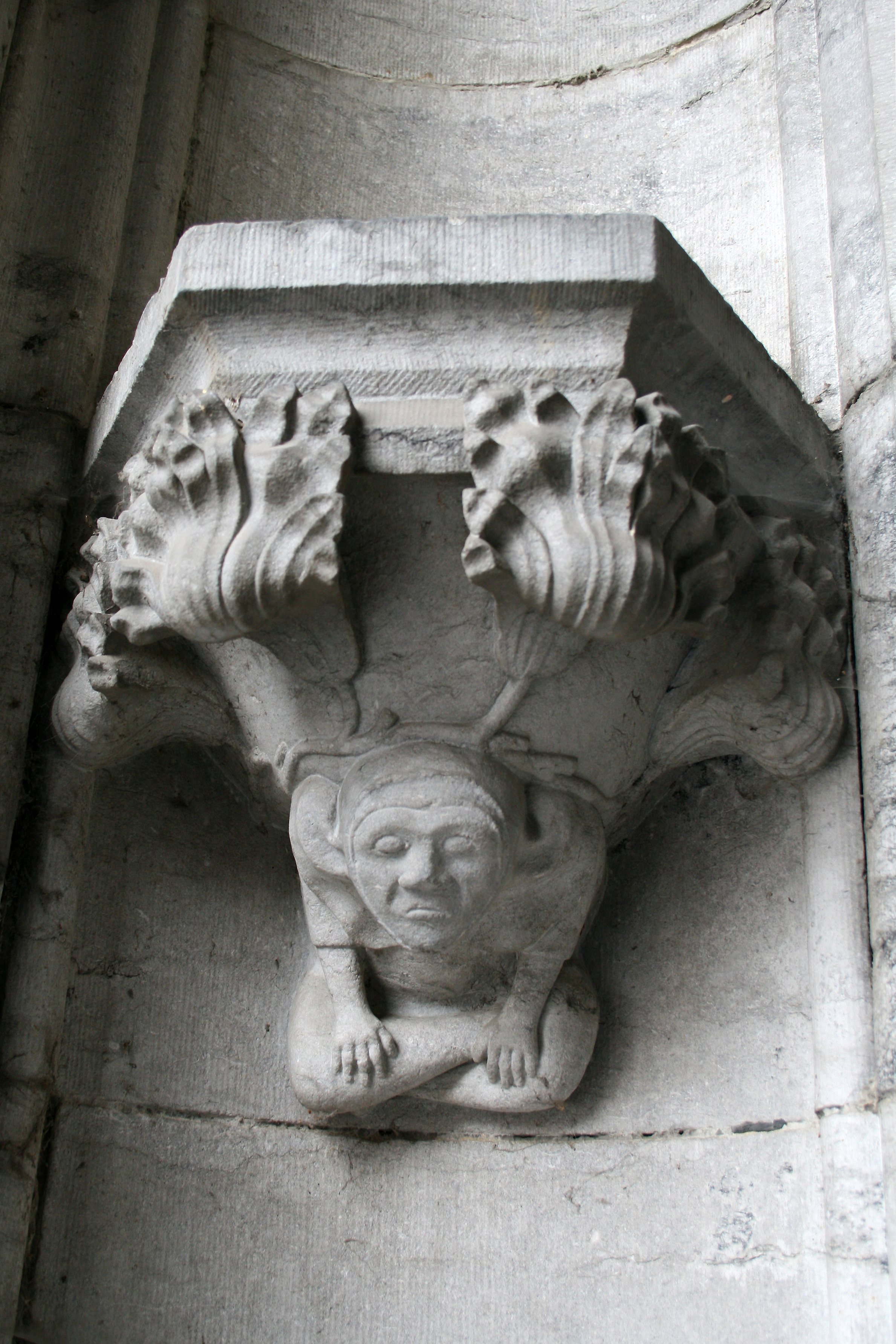
Куль-де-Ламп порталу базиліки Сен-Матерн у Валькорті в Бельгії.

Куль-де-ламп (фр. cul-de-lampe — «основа лампи») — в архітектурі — консоль фальшивого склепіння, що складається з кам'яного виступу, форма якого нагадує нижню частину світильника церкви, для підтримки основи колони, енергетизації арки, ребра склепіння або статуї. Таким чином, куль-де-ламп це опори, які часто слугують кремпілями (кронштейнами) для амвонів.
|  |  |